# Rachel Ara
Rachel Ara (Jersey, 1965) é uma artista conceitual e de dados contemporânea britânica sediada em Londres.

## Visão geral
Ara era originalmente um programador de computador. Ela então estudou para um bacharelado em Belas Artes na Goldsmiths, University of London.
Ara é um acadêmico eleito da Royal West of England Academy. Ela também é membro da Royal Society of Sculptors.
Rachel Ara expôs no Barbican Centre, Whitechapel Gallery, Mall Galleries, The Bomb Factory Art Foundation e Victoria and Albert Museum em Londres, Reino Unido.  Internacionalmente, seus trabalhos foram exibidos no Museu Nacional de Arte Moderna e Contemporânea de Seul, Coreia do Sul, e no Museu de Artes Aplicadas de Viena, Áustria. Ela tem interesse na proteção de dados relacionados às suas obras. Ela dá palestras sobre seu trabalho, incluindo no London Design Festival.

## Educação
Ara estudou Belas Artes BA (Hons) na Goldsmiths, onde ganhou o Prêmio Neville Burston para o aluno mais notável.

## Exposições selecionadas
- Dados Vertiginosos, Museu Nacional de Arte Moderna e Contemporânea (MMCA), Seul, Coreia do Sul (23 de março - 28 de julho de 2019)[15]
- Uncanny Values - Artificial Intelligence and You, Vienna Biennale 2019, The Mak, Vienna, Austria (29 de maio a 6 de outubro de 2019)
- Evento Dois, Royal College of Art, Londres, Reino Unido (12-17 de julho de 2019)
- London Design Week, V&A, Londres, Reino Unido (14 de outubro a 22 de outubro de 2019)[16]

## Trabalhos em coleções
O trabalho de Ara foi apresentado no Victoria and Albert Museum, em Londres, incluindo freiras de realidade mista como uma artista residente da V&A VARI.